# Łukasz Trzciński (filozof)
Łukasz Trzciński (ur. 1947) – polski filozof i religioznawca, profesor nauk humanistycznych, nauczyciel akademicki, Uniwersytetu Jagiellońskiego w Krakowie, profesor zwyczajny, specjalista w zakresie antropologii kultury, antropologii religii, filozofii Wschodu i religii Wschodu.

## Życiorys
W 1993 na podstawie dorobku naukowego oraz rozprawy pt. Zagadnienie reinkarnacji w wybranych tradycjach buddyzmu uzyskał na Wydziale Filologicznym Uniwersytetu Jagiellońskiego stopień doktora habilitowanego nauk humanistycznych dyscyplina filozofia specjalność filozofia. W 2008 prezydent RP nadał mu tytuł naukowy profesora nauk humanistycznych.
Był dyrektorem Instytutu Religioznawstwa Uniwersytetu Jagiellońskiego i profesorem tego uniwersytetu. Został profesorem zwyczajnym w Katedrze Socjologii Gospodarki i Komunikacji Społecznej Wydziału Humanistycznego Akademii Górniczo-Hutniczej im. Stanisława Staszica w Krakowie. Był także nauczycielem akademickim Wyższej Szkoły Bezpieczeństwa Publicznego i Indywidualnego „Apeiron” w Krakowie.
Pod jego kierunkiem w 1998 stopień naukowy doktora uzyskał Tomasz Sikora.